# Džamaladdin Magomedov
Džamaladdin Gadžijevič Magomedov (* 14. března 1989) je ruský zápasník–volnostylař avarské národnosti, který od roku 2009 reprezentuje Ázerbájdžán.

## Sportovní kariéra
Je rodákem z dagestánské horské obce Moksob v Čarodinském okrese. Zápasení se věnuje od útlého dětství po vzoru svého otce a strýců. Ve 14 letech si ho jako nadějného sportovce stáhnul trenér Anvar Magomedgadžijev na sportovní školu Gamida Gamidova v Machačkale. Po zisku třetího místa na mistrovství Evropy juniorů v srbském Bělehradu v roce 2007 ho kontaktovali zástupci ázerbájdžánského sportu. Jejich lukrativní nabídku na reprezentaci přijal – měsíční plat 1500$ + bonusy za medaile. Musel však počkat dva roky, protože ruská strana s jeho přestupem nesouhlasila.
Mezi muži se v ázerbájdžánské reprezentaci prosazuje od roku 2011 s přestupem do nejtěžší váhy do 120 kg. V témže roce se třetím místem na mistrovství světa v tureckém Instanbulu kvalifikoval na olympijské hry v Londýně v roce 2012. V Londýně doplatil na náročný los, když v úvodním kole nestačil ve dvou setech na týmového kolegu z Machačkaly, ruského Kabarďana Bilala Machova.
V roce 2015 se druhým místem na mistrovství světa v americkém Las Vegas kvalifikoval na olympijské hry v Riu v roce 2016, kde nečekaně prohrál v úvodním kole s Tervelem Dlagnevem ze Spojených států 5:6 na technické body.

## Výsledky
| Olympijské hry     |    | — |    |   |    | úč. |    |    |    | úč. |    |     |     |  |  |  |  |  |  |  |  |  |  |
| Mistrovství světa  | —  |   | —  | — | 3. |     | 8. | —  | 2. |     | —  | úč. | úč. |  |  |  |  |  |  |  |  |  |  |
| Evropské hry       |    |   |    |   |    |     |    |    | 3. |     |    |     | 3.  |  |  |  |  |  |  |  |  |  |  |
| Mistrovství Evropy | —  | — | —  | — | 3. | úč. | 3. | 7. | 3. | úč. | 2. | 3.  | —   |  |  |  |  |  |  |  |  |  |  |
| MS juniorů         | —  | — | 2. |   |    |     |    |    |    |     |    |     |     |  |  |  |  |  |  |  |  |  |  |
| ME juniorů         | 3. | — | 1. |   |    |     |    |    |    |     |    |     |     |  |  |  |  |  |  |  |  |  |  |